# Мурашкіна Ніна Юріївна

## Біографія
Мурашкіна Ніна народилася у місті Донецьку, у родині інженерів. З першого дня вона була огорнутою любов'ю батьків, бабусь та інших родичів, що виховували її, наче принцесу. Побачивши творчі здібності маленької дівчинки, її було віддано до ІЗО-студії у Міському Будинку Культури. У той час батько Ніни грав там у власному рок гурті. Його виступ став сюжетом першого її першого твору — багатофігурна композиція людей, що грають у теніс — всі постаті розфарбовано у червоний.
Контраст між сірою буденністю шахтарського міста на зламі епох та екзальтованим родинним оточенням залишив свій відбиток у свідомості майбутньої художниці. У підлітковому віці Ніна цілком відсторонилася від своїх однолітків, поринувши у світ художніх образів та яскравих фарб.
Під час навчання у Донецькому Художньому Училищі, а потім у Харківській Державній Академії Дизайну та Мистецтв мисткиня вбирала нові знання і навички для пошуку та вдосконалення власного стилю — оди жінці. З раннього дитинства Ніна Мурашкіна сприймає будь-який диктат за насилля. Проте, вона з щирою вдячністю згадує Будовську О. І. та Полонік А. В., що готували її до вступу до училища. Також художниця відзначає великий вплив В. Н. Гонтаріва та В.Н Кулікова, що підтримували та надихали її під час навчання у Харкові.
З 2017-го року Ніна Мурашкіна живе на два міста — Київ та Барселона та працює у співавторстві із своїм чоловіком — іспанським митцем Чав'єром Ескалою.
Наразі Ніна Мурашкіна є однією з найвідоміших сучасних українських художниць в Україні і Світі.
Її роботи експонуються з 1999 року. Ніна Мурашкіна є учасницею великої кількості виставок в Україні та за кордоном. Твори знаходяться у приватних колекціях України, Австрії, Польщі, Росії, США, Франції, Японії, Німеччини, Канади, Іспанії, Італії, Чехії, Бельгії, Китаю.

## Освіта
- 2000—2005 — ДХУ — Донецьке художнє училище (графічний дизайн).
- 2005—2009 — ХДАДМ — Харківська державна академія дизайну та мистецтв (монументальний живопис, майстерня Гонтаріва В. М.)
- 2011 — НАОМА, Національна академія образотворчого мистецтва та архітектури (художник-постановник театру та кіно)
- 2012 — Краківська художня аккадемія ім. Яна Матейка (живопис)

## Творчість
Стиль Ніни Мурашкіної — то є синтетичний мікс на основі класичної художньої освіти, з поєднанням декоративного живопису, кічу, наїву, магічного символізму та contemporary art.
У 2017 році, після знайомства та шлюбу із митцем Чав'єром Ескалою, у творчості Мурашкіної настає розквіт — трагічні сюжети поступово зникають, а їх місце займає любовна чуттєвість.
Декілька кураторських проектів Мурашкіна розробляла та втілювала разом із Тетяною Маліновською.
Головною темою її картин, колажів, ready-made об'єктів та інсталяцій завжди є еротична магія жіночності у її глибинних та хворобливих проявах. Майже у всіх творах головною героїнею є сама миткиня.
- Goddess (Богиня)[2]
- Nostalgia (Ностальгія)[3]
- Black Chocolate in Gold (Чорний шоколад у золоті)[4]

## Персональні виставки
- 2025 — «Her Beasts», персональна виставка, Фонд Джона Девіда Муні (John David Mooney Foundation), Чикаго, США<ref>“Her Beasts”, John David Mooney Foundation, 2025</ref>
- 2024 — «Water Drops on Burning Rocks», дуетна виставка з Ксав’є Ескала, Rukh Art Hub / Галерея «Мрія», Нью‑Йорк, США<ref>[8][9]
- 2024 — «NAXOS», дуетна виставка з Ксав’є Ескала, Unlimited Art Gallery, Ніцца, Франція<ref>“Відкриття Unlimited Art Space у Ніцці” — NAXOS, *JetSetter.ua*, 2024[10]
- 2024 — «Apple and Needle», Eye. See. Gallery, Київ, Україна.[11]
- 2023 — «Your Sweet Lies», Centre Culturel d’Ukraine en France, Париж, Франція.[12]
- 2023 — «Somniadors», дуетна виставка з Ксав’є Ескала, каплиця Сант‑Жоан, Вілафранка‑дель‑Пенедес, Іспанія<ref>“La capella de Sant Joan acull ‘Somniadors’…”, RTV Vilafranca, 2023</ref>
- 2023 — «Мрійники», дуетна виставка з Ксав’є Ескала, Gallery Test, Барселона, Іспанія.[13]
- 2021 — «Жінка та чоловік», Галерея «Міронова», Київ, Україна
- 2021 — «Алегорія цнотливості», персональна виставка, Галерея «Триптих», Київ, Україна
- 2020 — «Чуттєвий приборкувач», Галерея «Міронова», Київ, Україна
- 2020 — «Духи тварин», персональна виставка, галерея «Coya», Абу‑Дабі, ОАЕ
- 2020 — «Пляж. Краса.», персональна виставка, галерея «Dukley», Будва, Чорногорія
- 2019 LYSISTRATA, KORSAK museum of Ukrainian contemporary art Луцьк, Україна [14]
- 2019 DEA, Sala dels Trinitaris, Vilafranca del Penedes Барселона, Іспанія [15]
- 2019 Murashkina, Manufactura gallery, Київ, Україна
- 2019 LYSISTRATA, gallery of contemporary art MASLO, Хмельницький, Україна
- 2018 OntheTop!,Центр Єрмілов Арт центр, Харків, Україна[16]
- НІНОЧКА, BOOKArsenal, Мистецький арсенал, Київ, Україна [17]
- BAD / BEDKIEVARTFAIR, бізнес-центр Торонто, Київ, Україна [18]
- 2018 Персональний творчий вечір / Галерея і бар «It'snottheLouvre». Київ, Україна;
- 2018 НІНОЧКА. Проект Однаково різні, Інститут проблем сучасного мистецтва Національної академії мистецтв України, Київ, Україна[19]
- 2016 Чорний шоколад у золоті, резиденція «Glo'art», Бельгія
- 2016 Я не боюся!, Музей мрій, Київ Україна
- 2016 Повний місяць!,Галерея «На Спаській 45», Миколаїв, Україна
- 2016 Хочу любити!,"А3 — Галерея" Москва, Росія [20]
- 2016 SERENDIPITY, галерея KZ ART ROOM, Київ, Україна [21]
- 2016 Baby, pleaseforgiveme! Перформанс. «Шоколадний будинок», філія Київського національного музею російського мистецтва. Україна.[22]
- 2015 INSATIABLE, ContemporaryArtKyiv- 10.Мистецький Арсенал, Київ, Україна. / арт-центр Ягалерея, Дніпро, Україна[23][24]
- 2014 Я Люблю тебе!, Форум мистецьких проектів ContemporaryArtKyiv — 9, Галерея мистецького арсеналу. Київ, Україна[25]

## Групові експозиції
- 2025 — «Погляд крізь реальність», Художня галерея «Лавра», Київ, Україна.[26]
- 2025 — «Моя казка», Ruzy Gallery, Стамбул, Туреччина<ref>“Nina Murashkina – My Fairy Tale”, *ArtDog Istanbul*</ref>
- 2024 — «Маркет дизайну та мистецтва», Галерея «Міронова», Київ, Україна * 2024 — «Фестиваль Кронос», Палац Марторель, Барселона, Іспанія
- 2024 — «NordArt» (25-річчя), Будельсдорф, Німеччина
- 2024 — «LÁGE D’OR», Valid World Hall, Барселона, Іспанія
- 2024 — «SHERO», Rukh Art Hub, Нью‑Йорк, США.[27]
- 2023 — «Diamond Jam», Перша українська галерея, Нью‑Йорк, США
- 2023 — A‑FAD Award (Best Design of the Year) – Музей дизайну Барселони<ref>«Feminisme màgic…», *La Vanguardia*</ref>
- 2023 — арт‑проєкт галереї «Соня», Pavilion in Century Park, Лос‑Анджелес, США
- 2023 — «Шлях опору», Helm's Design Center, Лос‑Анджелес, США
- 2023 — «Аукціон українського мистецтва», Cromwell Place, Лондон, Велика Британія
- 2022 — «Виставка „Україна“», Port Gallery, Барселона, Іспанія
- 2022 — «Nord Art», Будельсдорф, Німеччина
- 2022 — «Художники проти війни», Пало‑Альто, Барселона
- 2021 — «Час не втрачено даремно», Biruchiy 021, Запоріжжя, Україна
- 2021 — «Книга», Музей Золоті Ворота, Київ, Україна
- 2021 — «Фестиваль Кронос», Santa Monica Exhibition Center, Барселона, Іспанія
- 2021 — «Nord Art», Будельсдорф, Німеччина
- 2020 — «Поза межами об'єму», Ізоляція, Київ, Україна
- 2020 — «Univers intim», каплиця Сант‑Жоан, Вілафранка‑дель‑Пенедес, Іспанія
- 2018 ContemporaryArtWomen,  Інститут проблем сучасного мистецтва Національної академії мистецтв України, Київ, Україна.
- 2018 GODDESS разом із XavierEscala, SaladelsTrinitaris, VillafrancadelPenedes, Барселона, Іспанія [28]
- 2018 MarryMe!, Музей Історії Києва, Київ,Україна [29]
- 2018 Forbidden Dreams Перформанс “TOGETHER”  разом ізз XavierEscala, галерея “ArteriaBCN”, Барселона, Іспанія [30]
- 2018 Уявні ідентичності. Бути чи бути?, Мистецька резиденція, Центр сучасного мистецтва «Єрмілов Арт центр», Харків, Україна
- 2018 Проект «Гіпноз». Мистецькарезиденція / Студія XavierEscala, SantCugatSesgarrigues. Іспанія;
- 2018 Міжнародний симпозіум сучасного мистецтва «БІРЮЧИЙ» / ОстрівБірючий, Україна [31]
- 2018 Жіночийпроект,Nicholas Treadwell gallery, Відень, Австрія
- 2018 Дитинство митців,Галерея Мистецького Арсеналу, Київ, Україна [32]
- 2018 The Art of Menschlichkeit», Nicolas Treadwell’s Gallery, Відень, Австрія
- 2017 Сирена, разом із Xavier Escala, Penza Art Residency, Пенза,Росія
- 2017 Земні насолоди, NicolasTreadwell’sGallery, Відень, Австрія [33]
- 2016 Діалоги, галерея Лавра,  Київ, Україна [34]
- 2016 Kunstlersommer Ottensheim 2016,Галерея “Honzik”,Aigen, Австрія
- 2016 Спадщина, Інститут проблем сучасного мистецтва Національної академії мистецтв України, Київ, Україна
- 2016 Причетні до краси, Особняк графині Уварової, Київ, Україна
- 2016 Жіночий проект, Шоколадний Будинок, Київ, Україна
- 2016 Розповіді. Сучасні художники з України, Проект ImagoMundi / Презентація каталогу, Галерея Мистецький Арсенал Київ, Україна [35]
- 2016 ErgoSum, Галерея Дукат, Київ, Україна
- 2015 GreenLife, Інститут проблем сучасного мистецтва Національної академії мистецтв України, Київ, Україна
- 2015 Міжнародна виставка сучасного мистецтва Chun Gallery, Шанхай, Китай.
- 2015 Міжнародний симпозіум сучасного мистецтва БІРЮЧИЙ. “10/15Острів Бірючий, Україна [36]
- 2015 Діалоги. Час чути, Галерея Лавра, Київ, Україна [37]
- 2015 Арт-Проект Коефіцієнт Незалежності, AmericaHouse, Київ, Україна
- 2015 Практика модифікацій, Інститут проблем сучасного мистецтва Національної академії мистецтв України, Київ, Україна
- 2015 АРТ-резиденція , KunstlersommerOttensheim 2015, Ottensheim. Австрія
- 2015 Ridicule, Dymchuk Галерея, Київ, Україна [38]
- 2015 Благодійний мистецький проект для безпечного життя, Галерея Мистецького Арсеналу, Київ, Україна [39]
- 2015 Letmypeoplego!, Воздвиженка, Київ, Україна [40]

## Кураторські проекти
- 2017 Фестиваль ZINE,  Відень, Австрія
- 2015 TOYSTORY, VoloshynGallery, Київ, Україна [41]
- 2015 WomanSecret, KiyvArtContemporary, Мистецький Арсенал, Київ, Україна  [Архівовано 27 липня 2018 у Wayback Machine.]
- 2014 «Золотий дощ над нами» кураторський проект / 10 виставковий зал «ВДНХ». Київ, Україна

## Галереї
- Ягалерія, Київ, Україна [42]
- Золотое Сечение[43]
- Nicholas Treadwell Gallery, Відень, Австрія[44]